# نيل ويتوورث
نيل ويتوورث (بالإنجليزية: Neil Whitworth)‏ هو لاعب كرة قدم بريطاني في مركز قلب الدفاع، ولد في 12 أبريل 1972 في Ince-in-Makerfield ‏ في المملكة المتحدة. لعب مع بريستون نورث إيند ومانشستر يونايتد ونادي إكزتر سيتي ونادي بارنسلي ونادي بلاكبول ونادي روذرهام يونايتد ونادي ساوثبورت ونادي كيلمارنوك وهال سيتي وويغان أتلتيك.

## وصلات خارجية
- نيل ويتوورث على موقع قاعدة بيانات كرة القدم.إي يو (الإنجليزية)
- نيل ويتوورث على موقع Soccerbase.com (لاعب) (الإنجليزية)